# Rychcice
Rychcice (ukr. Рихтичі) – wieś na terenach obecnej Ukrainy, nad potokiem Bar (dopływ Tyśmienicy), w obwodzie lwowskim, w rejonie drohobyckim, do 17 września 1939 w powiecie drohobyckim w województwie lwowskim. W II Rzeczypospolitej miejscowość była siedzibą gminy wiejskiej Rychcice. 
Wieś położona jest 5 km na północny wschód od miasta Drohobycz. Na północy leżą wsie Dobrowlany, Rolów, na wschodzie Lipowice i Michałowice, na południe Poczajowice i miasto Drohobycz. Znajduje tu się przystanek kolejowy Rychcice, położony na linii Stryj – Sambor.

## Historia
Do roku 1772 ziemia przemyska, województwo ruskie, do roku 1918 powiat drohobycki w austriackiej prowincji Galicja. Parafia łacińska in loco, dekanat drohobycki, diecezja przemyska. Parafia ufundowana w roku 1434 przez Stanisława Korytkę z Poczajowic oraz Marcina Korytkę z Michałowic. W połowie XVI w. nastąpiła konwersja wyznania, a kościół został zamieniony na zbór kalwiński. Protestanci zwrócili kościół katolikom w roku 1629 na mocy przywileju Mikołaja z Nurowa, podskarbiego koronnego. Zapewne po pożarze starej świątyni katolicy wybudowali nowy kościół, drewniany w roku 1720, konsekrowany w roku 1858. W roku 1909 postawiono murowany kościół pw. Znalezienia Krzyża Świętego. Inspiratorem budowy był ks. kanonik Aleksander Stopczyński urodzony w roku 1843, a zmarły i pochowany obok na cmentarzu katolickim w roku 1923. Kościół konsekrowano w roku 1910. W 1938 obok kościoła i cmentarza postawiono i poświęcono figurę Chrystusa Króla, 3-metrową kopię statuy z Rio De Janeiro. Cerkiew unicka pw. św. Bazylego z roku 1826, parafia w Wacowicach (obecnie Залужани).
W roku 1876 Rychcice liczyły 2005 mieszkańców oraz 401 domów (w tym 1376 katolików, 664 unitów, i 39 wyz. mojżeszowego, narodowości 1438 Polaków, 635 Rusinów i 7 Niemców). Przez wieś przechodziła linia kolejowa wybudowana w okresie austro-węgierskim. Pod koniec XIX w. własność większościowa Juliusza Bielskiego. Częścią wsi były do roku 1939 Rychcice Polskie, zamieszkane przez społeczność polską i Rychcice Ruskie, zamieszkane przez społeczność rusińską, parafia unicka Wacowice (obecnie Залужани).
11 września 1939 roku, przy stacji kolejowej Rychcice-Chatki, został zbombardowany przez niemieckie samoloty transport ewakuacyjny Fabryki Wagonów z Sanoka, w którym zginęli tu wówczas pracownicy tego zakładu: kalkulator Julian Gorgoń (kierownik transportu) oraz stolarz Cyryl Dutkiewicz.
W latach 1939–1945 nacjonaliści ukraińscy z OUN-UPA zamordowali tutaj 21 Polaków.
W czasie okupacji niemieckiej mieszkający tutaj Polacy - Stefania Ciołek z córką Heleną oraz rodzina Kozłowskich - udzielali pomocy Żydom. Po wojnie Instytut Jad Waszem uhonorował za to tytułami Sprawiedliwych wśród Narodów Świata Stefanię Ciołek, Helenę Ciołek, Antoniego i Katarzynę Kozłowskich oraz Jadwigę Stolarczyk z d. Kozłowską.
W sierpniu 1945 50 polskich rodzin z parafii Rychcice zostało przesiedlonych na tzw. Ziemie Odzyskane, a następnie 9 września 1945 zasiedliła wsie: Drzonów, a w innych terminach inne wsie i miasta: Jutrzenka, Witnica, Nowiny Wielkie, Świerkocin, Strzelin; Szczawin, Nawrocko, Dalsze, Szklary Dolne, Szklary Górne, Obora, Jędrzychów, Nowa Sól, Żabno, Kiełcz, Wleń, Trzcianka, Bytów, Borzytuchom, Cybinka. Miejsce Polaków zajęli w Rychcicach przesiedleńcy z Czerteża pod Sanokiem, Rusini i Ukraińcy.
Obecnie wieś zamieszkuje ok. 3000 osób, dane niepełne ze względu na wysoki odsetek emigracji zarobkowej.

## Zabytki
- łaciński kościół pw. Znalezienia Krzyża Świętego wybudowany w latach 1905–1909 z datek miejscowego hrabiego Juliusza Bielskiego h. Jelita, okolicznych hrabiów Tarnowskich herbu Leliwa ze wsi Wróblowice vel Wróblewice i Śniatynka i wiernych ze wsi i parafii. Kościół konsekrował 2 października 1910 w Święto Matki Boskiej Różańcowej bp Józef Sebastian Pelczar ordynariusz przemyski. W latach 1945–1960 cerkiew greckokatolicka i prawosławna. W latach 1960–1990 magazyn kołchozowy. Od roku 1991 cerkiew greckokatolicka pw. Przemienienia Pańskiego.
- pałac wybudowany dla rodziny Bielskich według projektu Kamsetzera[8].

## Osoby związane z Rychcicami
- Mikołaj Jan Manugiewicz (ur. 1735, zm. 1834) – biskup augustowski.
- Jan Chrystian Kamsetzer (ur. 1750, zm. 1795) – budowniczy pałacu Adama Bielskiego w Rychcicach.
- Maurycy hr. Dzieduszycki – historyk, piszący pod pseudonimem Rychcicki.
- Jędrzej hr. Cetner (ur. 1770, zm. 1841) – właściciel Rychcic, komisarz sejmowy.
- Edward Białoskórski (ur. 1779, zm. 1881) – rosyjski gubernator radomski i członek Rady Stanu.